# Primula vulgaris
La primula comune (Primula vulgaris Huds., 1762) è una pianta della famiglia delle Primulaceae, che fiorisce agli inizi della primavera.
Viene chiamata anche coi nomi primavera e occhio di civetta.

## Etimologia
Il termine specifico (vulgaris) è spiegato abbondantemente dal significato della controparte in lingua italiana (“comune”).

L'attuale binomio scientifico ("Primula vulgaris") è stato definito dal botanico inglese William Hudson (1730 ca. – 23 maggio 1793) nella sua opera ”Flora Anglica” del 1762.

In lingua tedesca questa pianta si chiama Schaftlose Schlüsselblume oppure Erd-Primel; in francese si chiama Primevère sans tige oppure Primevère vulgaire; in inglese si chiama Primrose.

## Descrizione

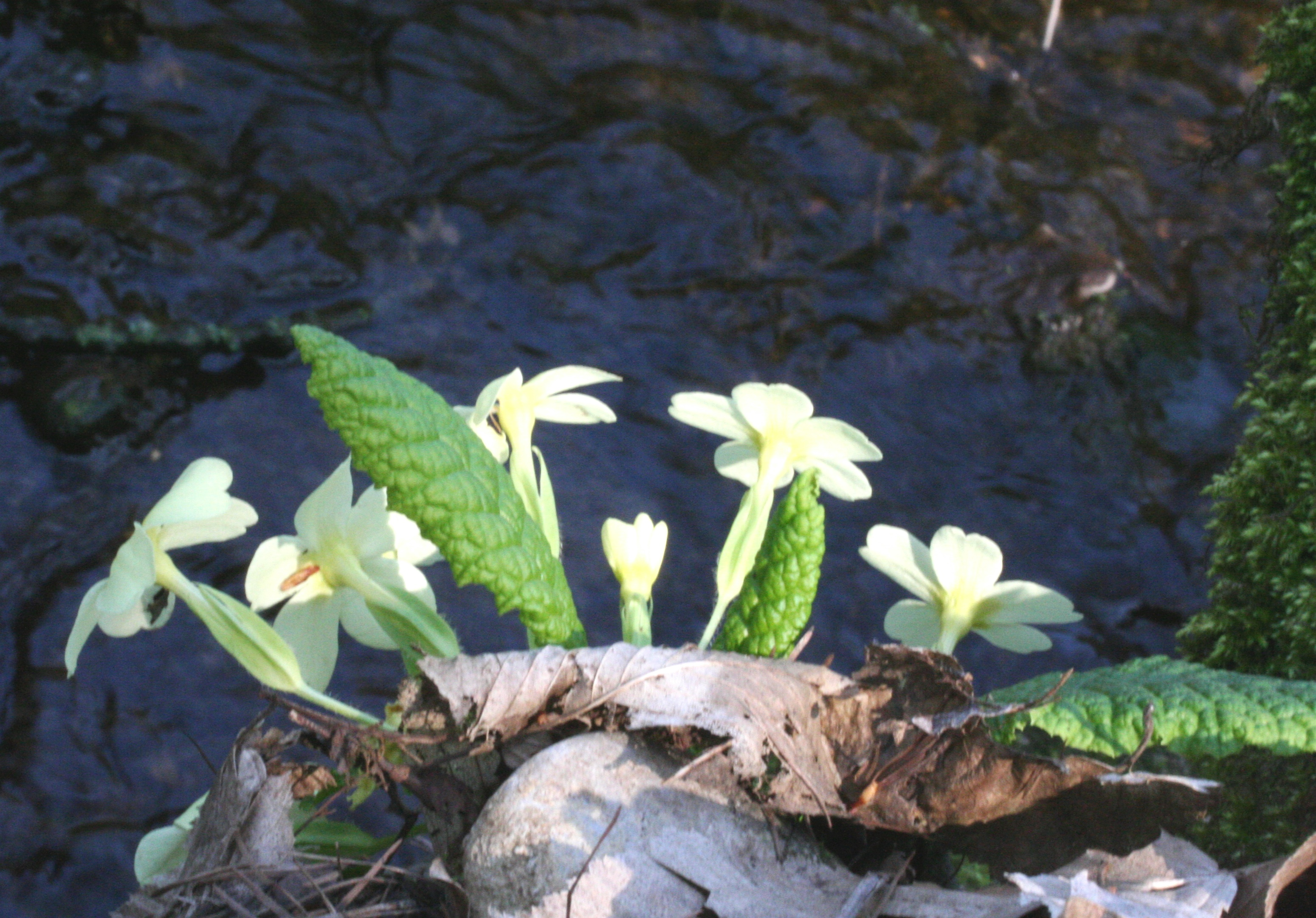
Il portamento
Località: Pellegai, Mel (BL), 503 m s.l.m. - 29/03/2007

È una pianta erbacea perenne acaule (ossia i fiori e le foglie nascono direttamente dal rizoma sottostante). La fioritura è unica nel corso dell'anno (sono piante “monocarpiche” = un solo frutto nell'arco della stagione). L'altezza varia da 8 – 15 cm. La forma biologica è del tipo emicriptofita rosulata (H ros), ossia sono piante con gemme svernanti al livello del suolo e protette dalla lettiera o dalla neve, con foglie disposte a formare una rosetta basale.

### Radici
Le radici sono secondarie (piuttosto robuste e ispessite) da rizoma.

### Fusto
- Parte ipogea: la parte ipogea del fusto consiste in un breve rizoma obliquo. Dimensione del rizoma: larghezza 3 –5 mm; lunghezza 30 – 40 mm.
- Parte epigea: la parte aerea del fusto non esiste (ogni fiore ha un suo peduncolo).

### Foglie

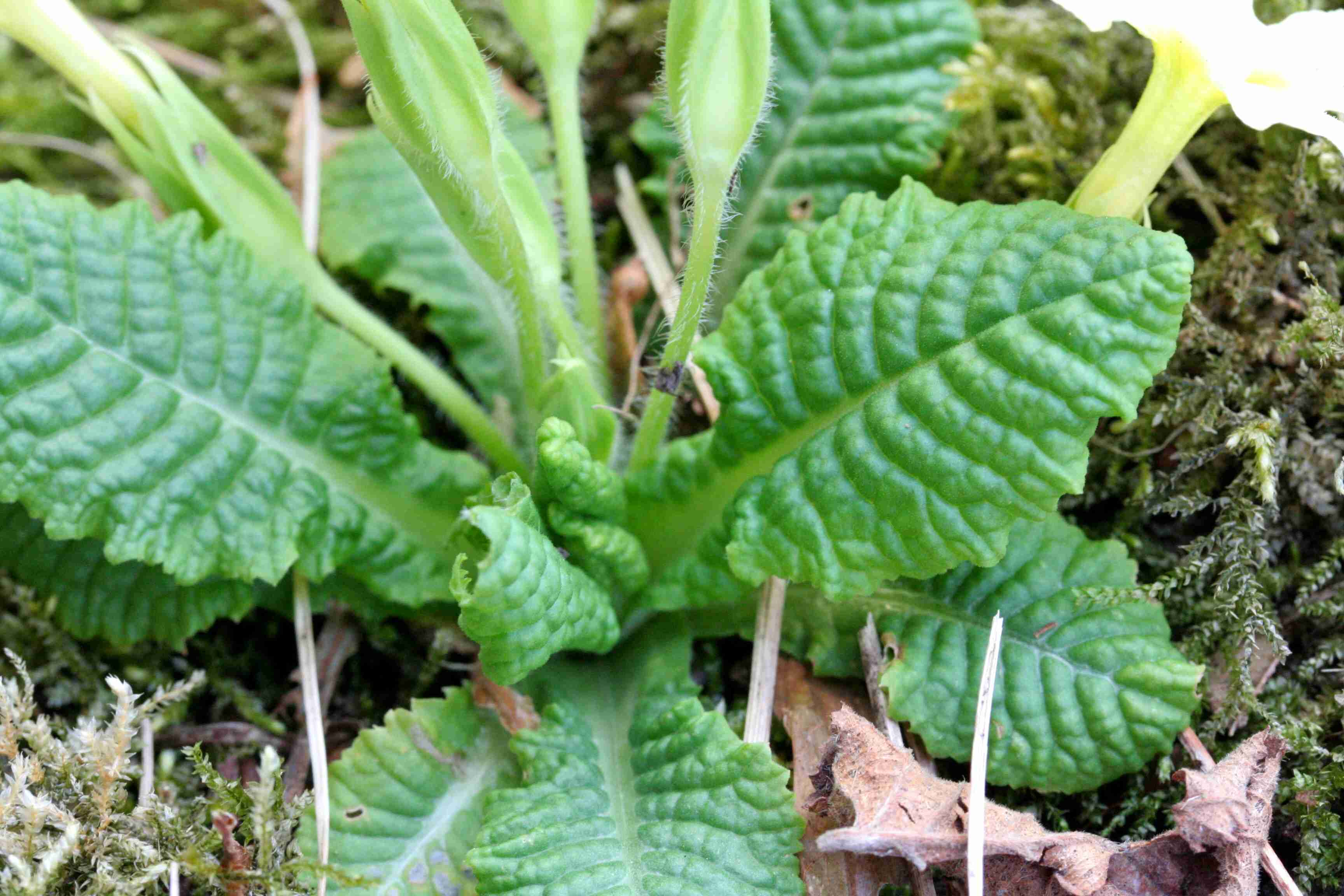
La rosetta basale
Località: Corlonch, Trichiana (BL), 580 m s.l.m. - 13/03/2008

Le foglie sono spiralate in rosetta (sono presenti solo le foglie basali o radicali). Sono obovate (od obovate-bislunghe), attenuate verso il picciolo (che è breve e allargato, ossia alato), con la pagina superiore glabra di colore verde chiaro e quella inferiore villosa e di colore grigio-verde; la superficie è rugosa-reticolata (i nervi principali sono infossati nel parenchima) è inoltre irregolarmente dentata o crenulata. Il margine della foglia è revoluto, ossia ripiegato verso il basso (specialmente da giovani), mentre l'apice è arrotondato. Dimensioni delle foglie alla fioritura (s'ingrandiscono ulteriormente fino al doppio nel corso della stagione): larghezza 1 –2 cm; lunghezza 5 – 9 cm.

### Infiorescenza

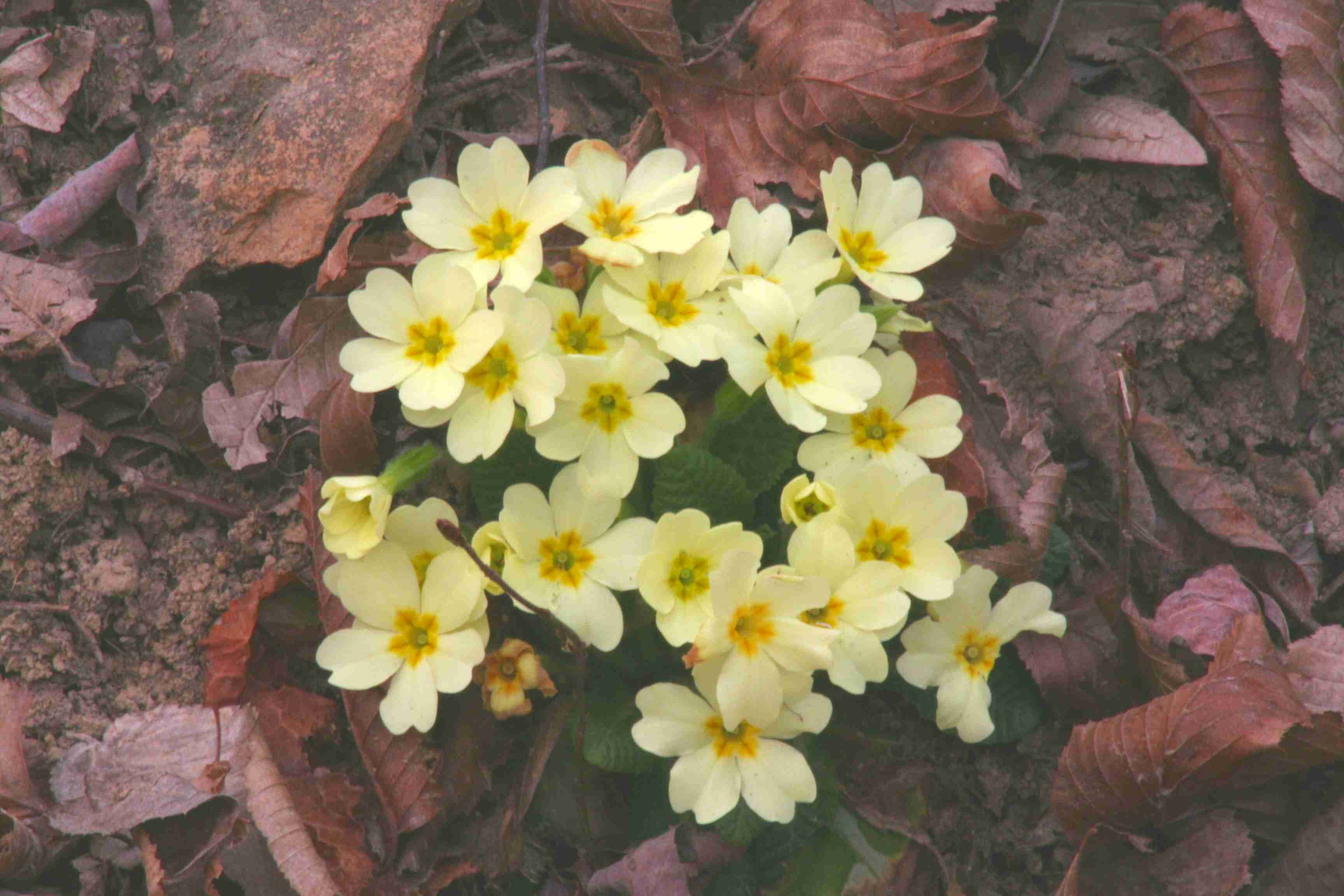
L'infiorescenza
Località: Pellegai, Mel (BL), 503 m s.l.m. - 27/03/2008

L'infiorescenza è formata da diversi fiori (da 1 o 2 fino a 20 o 30), tutti capitati (posti all'apice di uno scapo afillo) e disposti ad ombrella. I fiori sono inseriti direttamente al centro della rosetta delle foglie ognuno con un suo peduncolo; a volte quest'ultimo è ridotto al minimo. Lunghezza del peduncolo : 4 – 7 cm.

### Fiori
I fiori sono ermafroditi, attinomorfi, tetraciclici (hanno i 4 verticilli fondamentali delle Angiosperme: calice – corolla – androceo – gineceo), pentameri (calice e corolla divisi in 5 parti). All'interno del fiore è presente del nettare e i fiori sono lievemente profumati. Dimensioni del fiore: larghezza 3 cm; lunghezza 2 – 3 cm.
- Formula fiorale:

K (5), C (5), A 5, G (5) (supero)

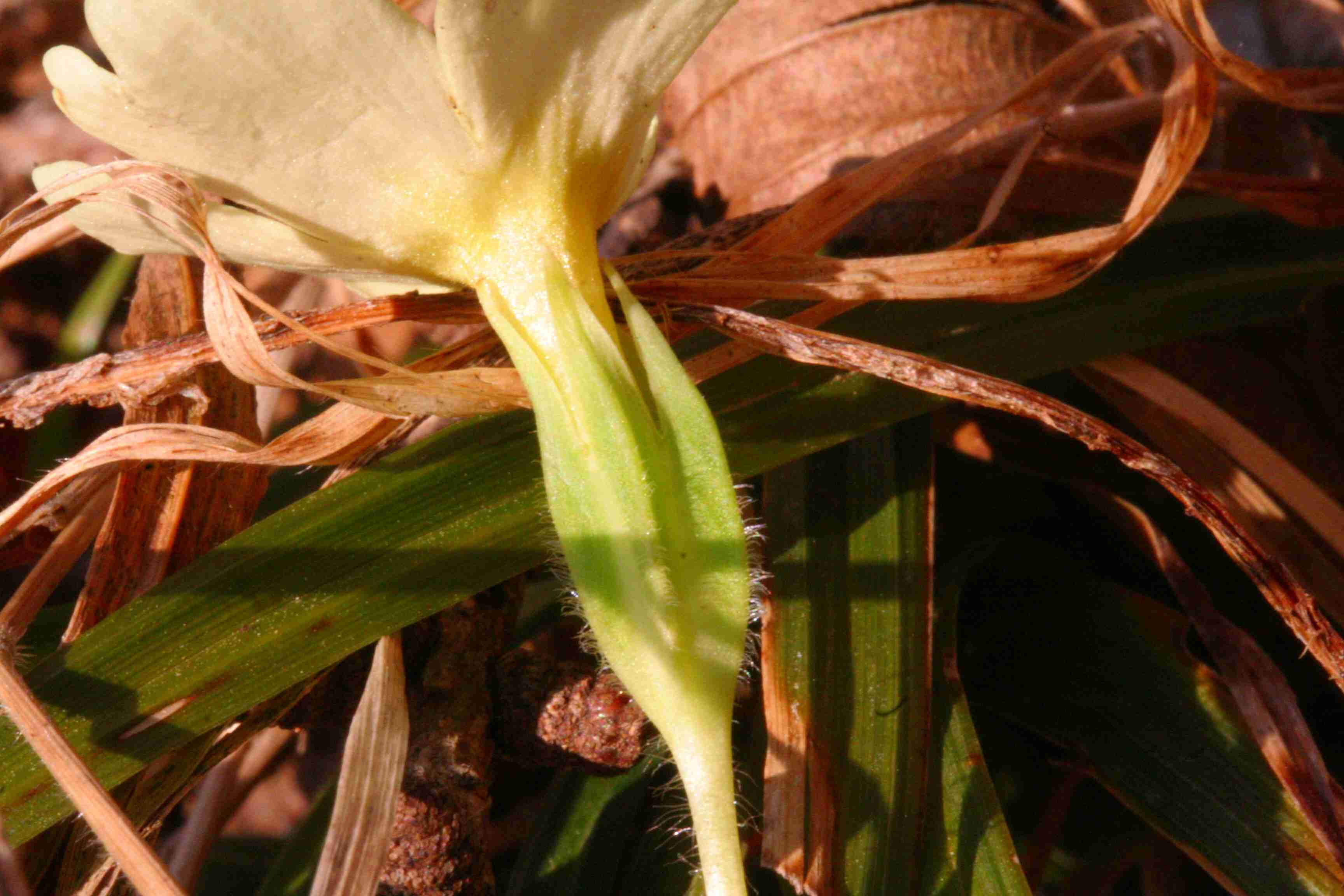
Il calice

- Calice: il calice (gamosepalo) è diviso in cinque denti (sepali) lanceolati e lesiniformi saldati a tubo per buona parte della sua lunghezza. La forma del tubo è più o meno cilindrica con 5 spigoli acuti in corrispondenza dei sepali (lo spigolo è sorretto da un lungo nervo che termina all'apice del dente). I denti sono acuti mentre la zona centrale del calice è lievemente rigonfia. Tutto il calice è peloso ed è persistente. Dimensioni del tubo: larghezza 3 mm; lunghezza 10 mm. Lunghezza dei denti: 5 – 7 mm.

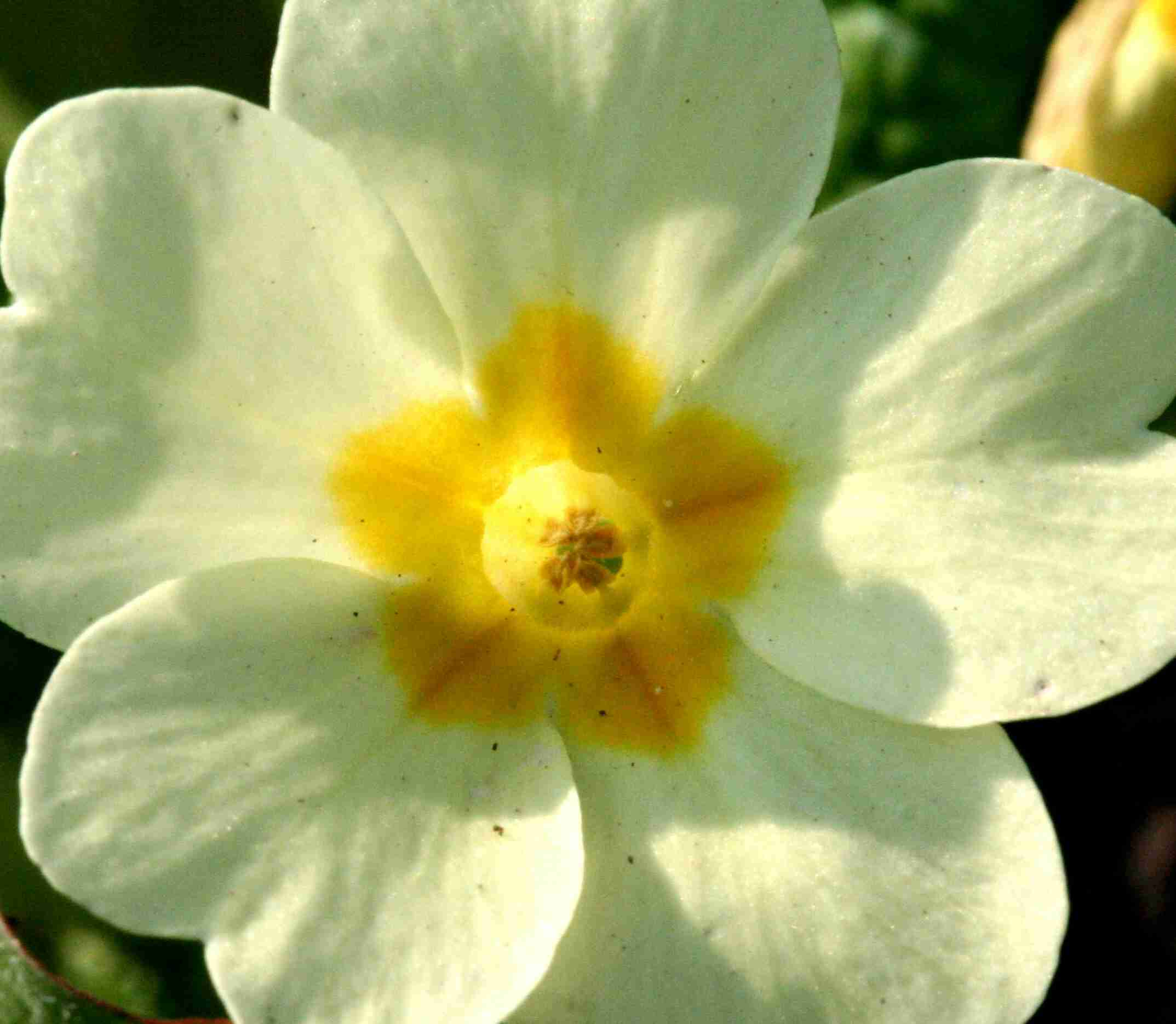
La corolla
Località: Pellegai, Mel (BL), 503 m s.l.m. - 29/03/2007

- Corolla: la corolla (gamopetala) “ipocrateriforme” è relativamente grande (più lunga del calice) a lembo piano costituita da 5 petali obcordati generalmente giallo-chiari (a stagione inoltrata acquista sfumature verdi-azzurre) con una macchia più scura (quasi aranciata) al centro, sono inoltre retusi alla sommità, portati da peduncoli radicali lanuginosi. La corolla è “ipogina”, ossia i petali sono inseriti sul ricettacolo al di sotto dell'ovario. La parte interna della corolla è cilindrica. Lunghezza del tubo: 13 – 20 mm. Dimensione dei lobi: larghezza 7 – 12 mm; lunghezza 10 – 15 mm.
- Androceo: gli stami sono 5 con brevi filamenti (non sporgono dalla corolla). Gli stami sono “epipetali” ossia sono inseriti direttamente nella corolla, (in posizione opposta ai petali) in alcuni casi, circa a metà del tubo corollino: in questo caso sono inclusi; in altri casi sono inseriti all'altezza della sommità della corolla (appena sotto le fauci) e in questo caso non sono inclusi ma sporgono dalle fauci.

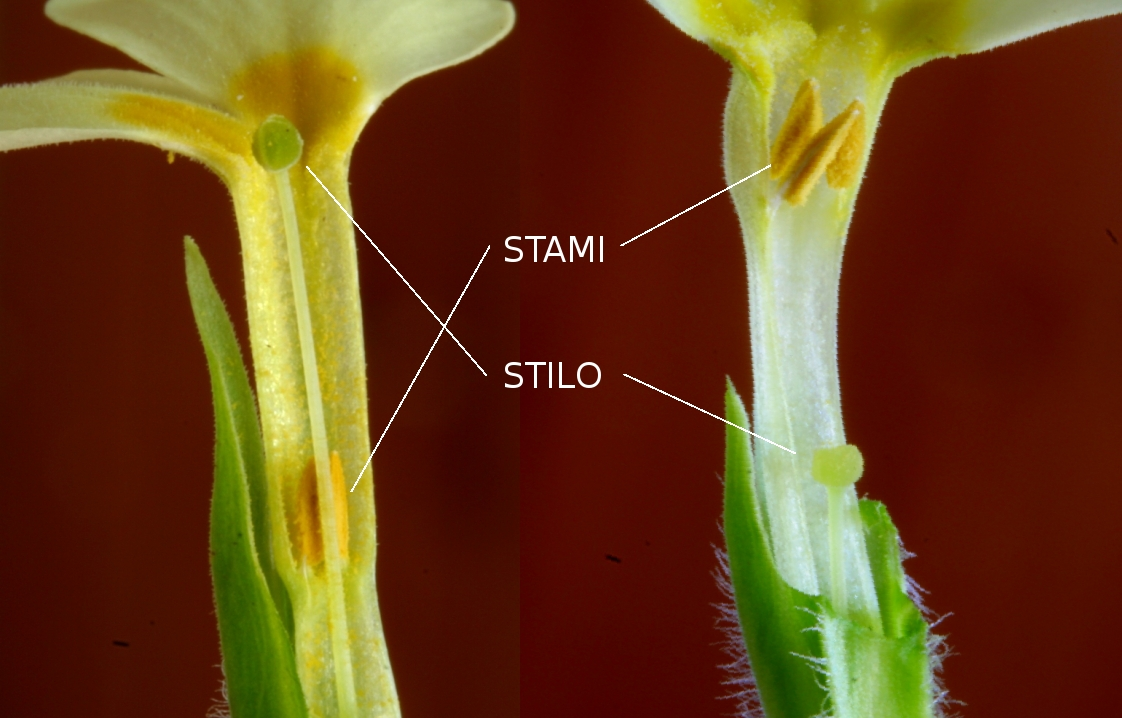
Dimorfismo “eterofilia”

- Gineceo: l'ovario è supero, uniloculare, formato da 5 carpelli saldati, con numerosi ovuli. La placenta è “assile” (o centrale), ossia attraversa diametralmente il pericarpo. Lo stilo è lungo e si affaccia alle fauci se gli stami sono inclusi nel tubo corollino (e quindi sono in posizione bassa), altrimenti è più corto e rimane chiuso nel tubo corollino con lo stigma capitato localizzato quindi a metà corolla circa. Questo dimorfismo (“brevistilo” e “longistilo” nella stessa specie chiamato “eterostilia”) fu studiato dal Darwin e viene considerato uno degli aspetti più interessanti di questa specie (e di altre dello stesso genere). Questa proprietà impedisce una fecondazione “autogama” (o autoimpollinazione), mentre favorisce una fecondazione entomofila (e quindi più efficiente da un punto di vista genetico) da parte degli insetti. In effetti si riscontra che l'impollinazione tra individui con lo stesso tipo di “eterostilia” è inefficace. È interessante rilevare inoltre che in una stessa popolazione le due caratteristiche sono presenti ognuna esattamente con il 50% degli individui[5].
- Fioritura: da febbraio a maggio; ma se l'inizio dell'inverno è mite può fiorire anche alla fine di dicembre.
- Impollinazione: impollinazione entomofila tramite farfalle (anche notturne) e api, che ne raccolgono il polline,[6] ed in condizioni favorevoli anche il nettare.[7]

### Frutti
Il frutto è una capsula ovoidale e deiscente alla sommità per 5-10 denti. Contiene numerosi semi che maturano da aprile ad agosto. Lunghezza della capsula : 5 – 10 mm.

## Distribuzione e habitat
- Geoelemento: il tipo corologico (area di origine) è Europeo-Caucasico.
- Distribuzione : è presente su quasi tutte le zone temperate dell'Eurasia, sia in montagna che in pianura; in parte è presente anche in Africa settentrionale. In Italia si trova comunemente ovunque meno che in Sardegna. Nel Meridione è più facile trovarla sui rilievi.
- Habitat: cresce in luoghi erbosi/boschivi come i boschi di latifoglie (faggete, quercete e carpineti) e prati magri ma sempre in zone a mezz'ombra. Si possono trovare anche lungo i ruscelli. Il substrato preferito è sia calcareo che siliceo, con pH neutro e medi valori nutrizionali del terreno mediamente umido.
- Distribuzione altitudinale: queste piante si trovano facilmente dal piano fino a 1200 m s.l.m.; essendo inoltre una pianta molto rustica sopporta abbastanza bene le gelate, quindi può spingersi a quote più elevate fino a 2000 m s.l.m. (rilevamento sul Gran Sasso). Sui rilievi quindi frequenta i piani vegetazionali collinare, montano e subalpino.

## Fitosociologia
Dal punto di vista fitosociologico Primula vulgaris appartiene alla seguente comunità vegetale:
Formazione : comunità forestali
Classe : Carpino-Fagetea

## Tassonomia
Dato il grande numero di specie del genere Primula, questo viene suddiviso in trentasette sezioni. Primula vulgaris appartiene alla sezione Vernales caratterizzata dall'avere foglie membranacee, rugose e gradualmente ristrette verso la base e con fiori sempre peduncolati.

### Sottospecie
Sono note le seguenti sottospecie:
- Primula vulgaris subsp. vulgaris
- Primula vulgaris subsp. alpina Kanak & Gajić
- Primula vulgaris subsp. atlantica (Maire & Wilczek) Greuter & Burdet
- Primula vulgaris subsp. balearica (Willk.) W.W.Sm. & Forrest
- Primula vulgaris subsp. rubra (Sm.) Arcang.

### Ibridi
Nell'elenco che segue sono indicati alcuni ibridi interspecifici:
- Primula × anglica Pax in Engler & Prantl (1889) – Ibrido fra: P. veris subsp. veris e P. vulgaris subsp. rubra
- Primula × austriaca Wettst. in A. Kerner (1866) – Ibrido fra: P. veris subsp. canescens e P. vulgaris subsp. vulgaris
- Primula × bosniaca G. Beck ex Fiala (1893) – Ibrido fra: P. veris subsp. suaveolens e P. vulgaris subsp. vulgaris
- Primula × digenea A. Kerner (1875) – Ibrido fra: P. elatior subsp. elatior e P. vulgaris subsp. vulgaris
- Primula × polyantha Miller (1768) – Ibrido fra: P. veris subsp. veris e P. vulgaris subsp. vulgaris
- Primula × ternovania A. Kerner (1869) – Ibrido fra: P. vulgaris subsp. vulgaris e P. veris subsp. columnae

### Specie simili
Dal punto di vista tassonomico invece questa specie sembra essere molto vicina a Primula elatior per la forma del calice e il colore della corolla, a parte naturalmente la presenza di un fusto. Pignatti ipotizza che la Primula vulgaris derivi dalla Primula elatior per progressiva riduzione del fusto. In effetti viste dall'alto le due specie sono molto simili, inoltre, sempre lo stesso Autore, c'informa che diverse specie di Primula sono prive di fusto (specialmente in Asia dove si trova la maggioranza di queste piante).

## Usi

### Farmacia
- Sostanze presenti: vari oli essenziali insieme a flavonoidi, carotenoidi e saponina. Le radici contengono zuccheri.
- Proprietà curative: antispasmodiche (attenua gli spasmi muscolari, e rilassa anche il sistema nervoso), calmanti (agisce sul sistema nervoso diminuendo l'irritabilità e favorendo il sonno), diuretiche (facilita il rilascio dell'urina), lassative (ha proprietà purgative), pettorali e sudorifere (agevola la traspirazione e favorisce la sudorazione). Nel passato veniva usata più largamente contro l'emicrania e i reumatismi. Ma un uso indiscriminato può causare irritazioni cutanee.
- Parti usate: fiori, foglie e rizoma.

### Cucina
Le foglie e i fiori trattate come il tè possono essere usate per bevande, mentre da giovani (prima della fioritura) si mangiano in insalata o lessate come gli spinaci o in minestra con altre verdure. In alcune zone con i fiori si usa fare della marmellata, mentre il rizoma può servire per aromatizzare la birra.

### Giardinaggio
È nell'orticoltura che si accentra il maggior interesse per queste piante. Infatti le Primule accomunano due proprietà molto importanti: sono rustiche di facile impianto e molto decorative. I fioristi quindi si sono cimentati a creare un numero grandissimo di cultivar (soprattutto dalla subsp. sibthorpii o ibridi tra le varie sottospecie) variando la colorazione dei petali, la grandezza del fiore, la bellezza delle foglie, ma anche il numero dei petali o il suo disegno (fimbriato, arricciato, ondulato, frastagliato, ecc.).

## Notizie culturali
La “Primula”, in Inghilterra, è l'emblema politico del Partito Conservatore (”Primrose league”) voluto nel 1884 da lord Randolph Churchill.

## Galleria d'immagini

### Fiore spontaneo

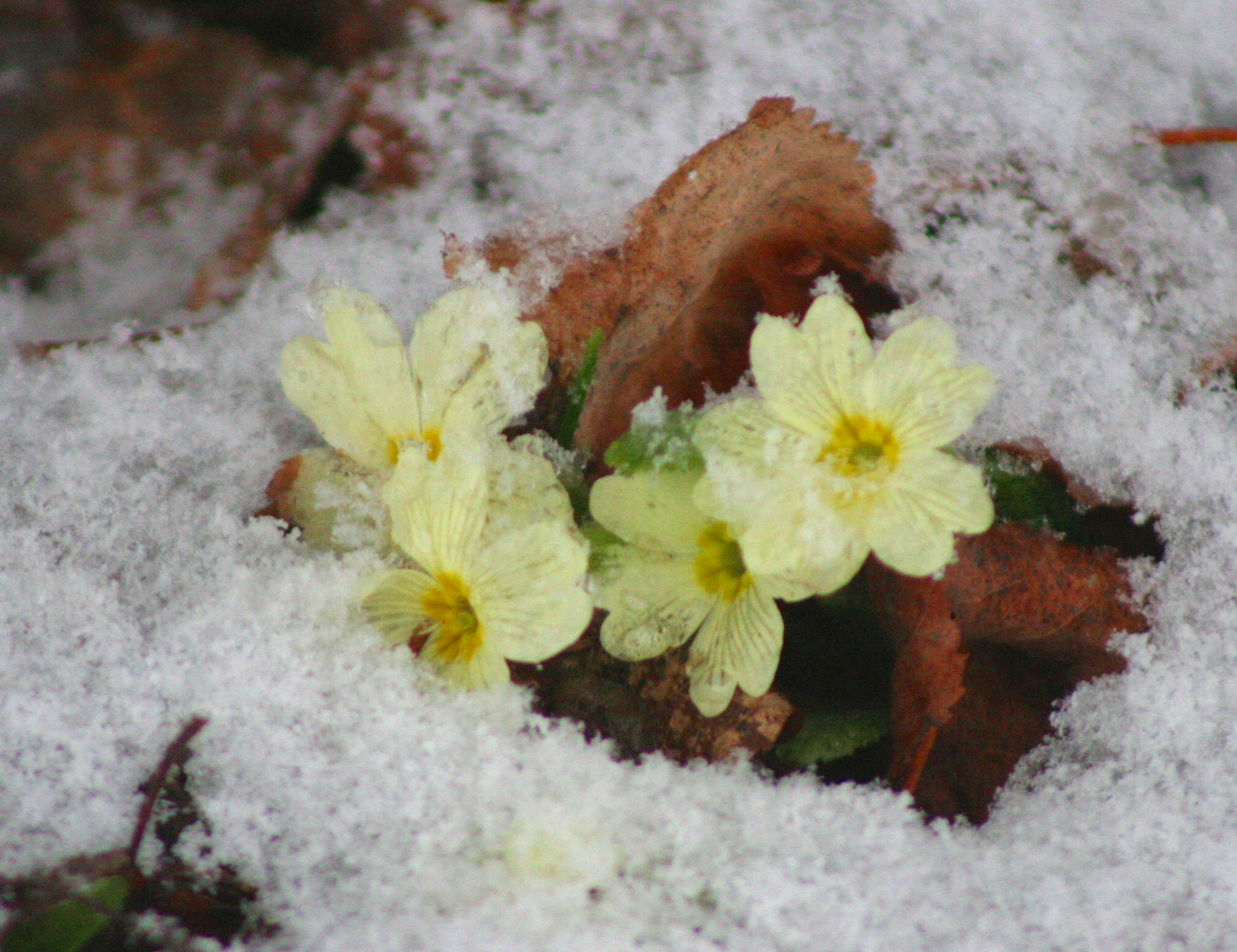
Località: Valmorel, Limana (BL), 800 m s.l.m. - 31/03/2008
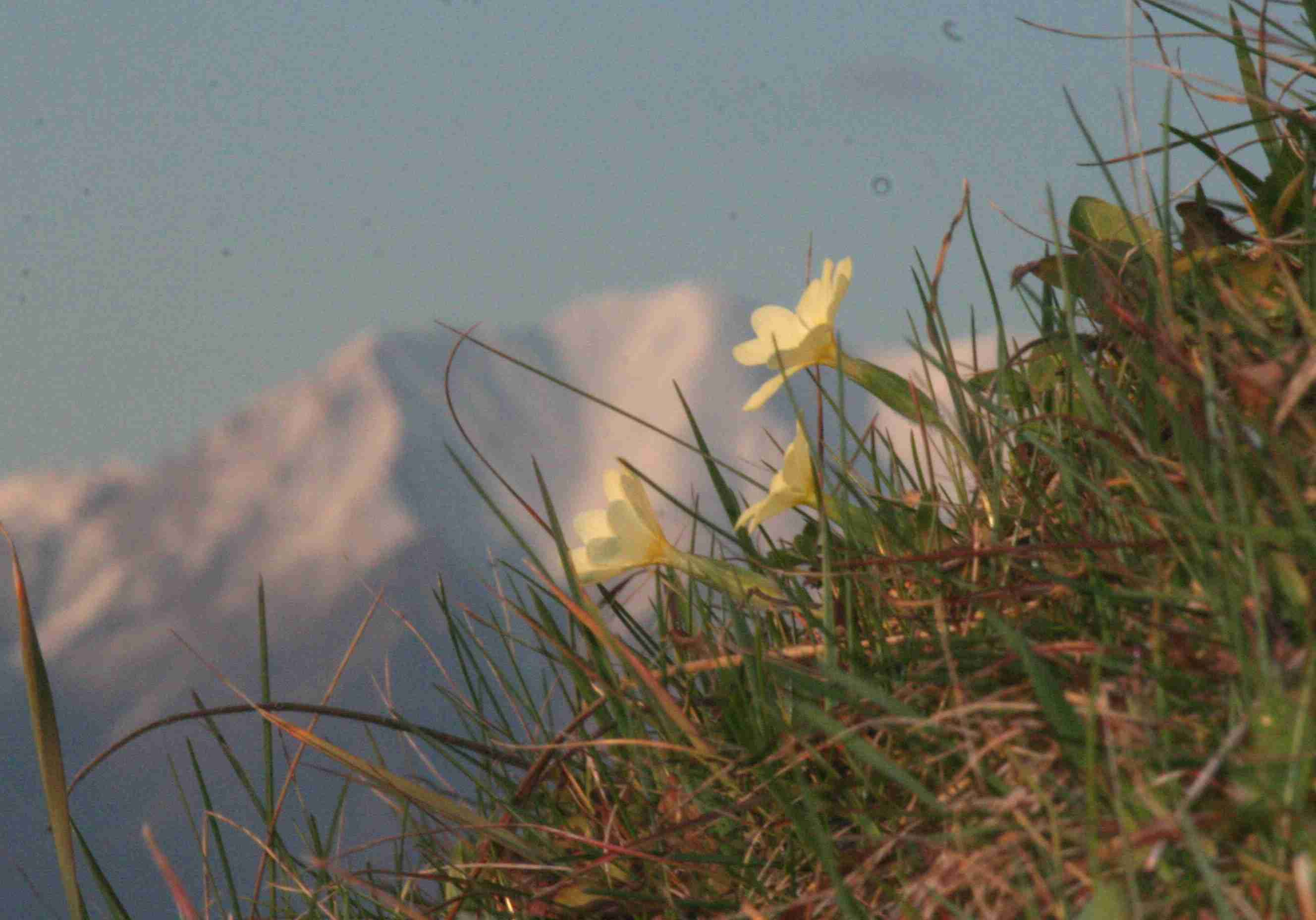
Località: Pellegai, Mel (BL), 503 m s.l.m. - 29/03/2008
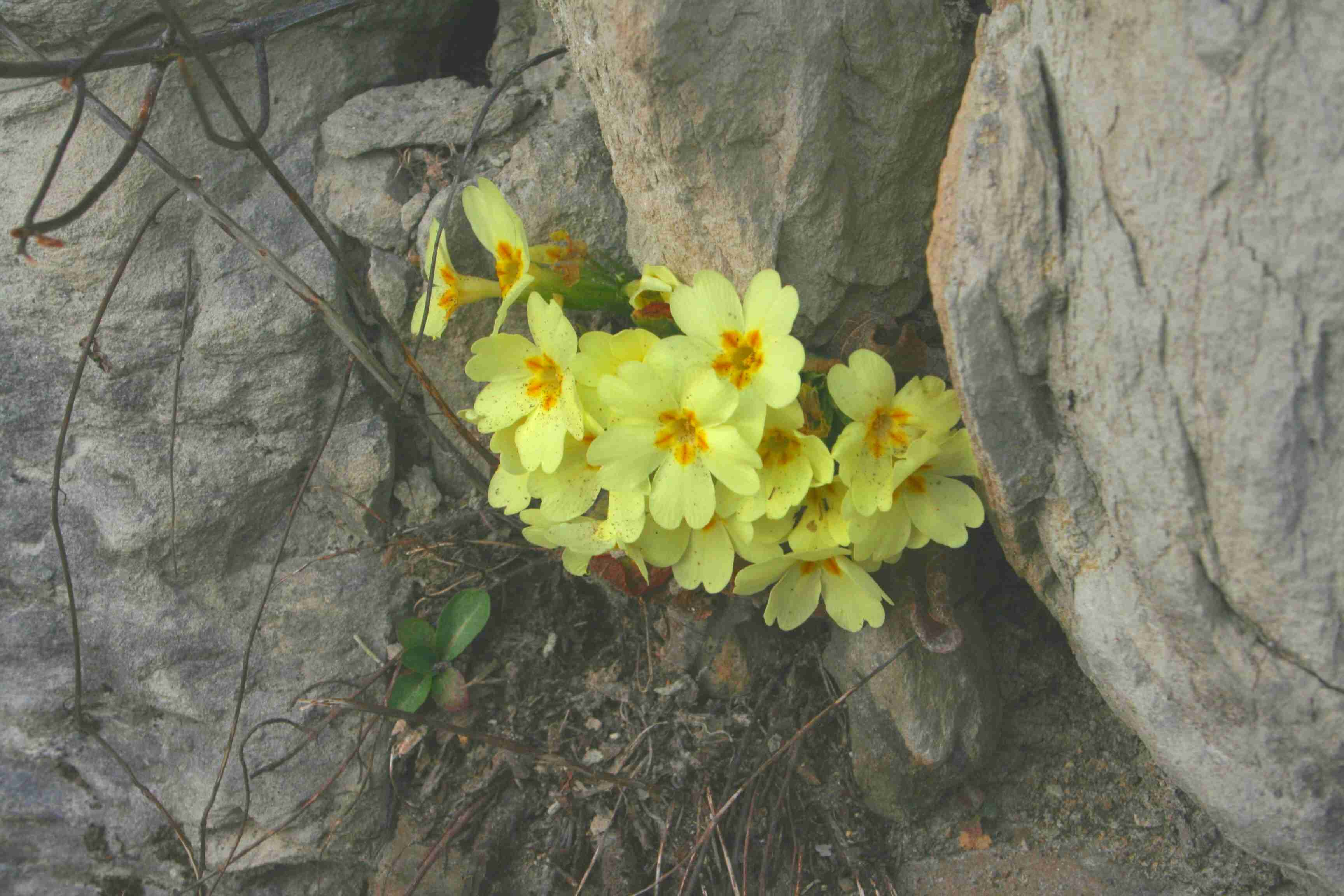
Località: Pellegai, Mel (BL), 503 m s.l.m. - 27/03/2008
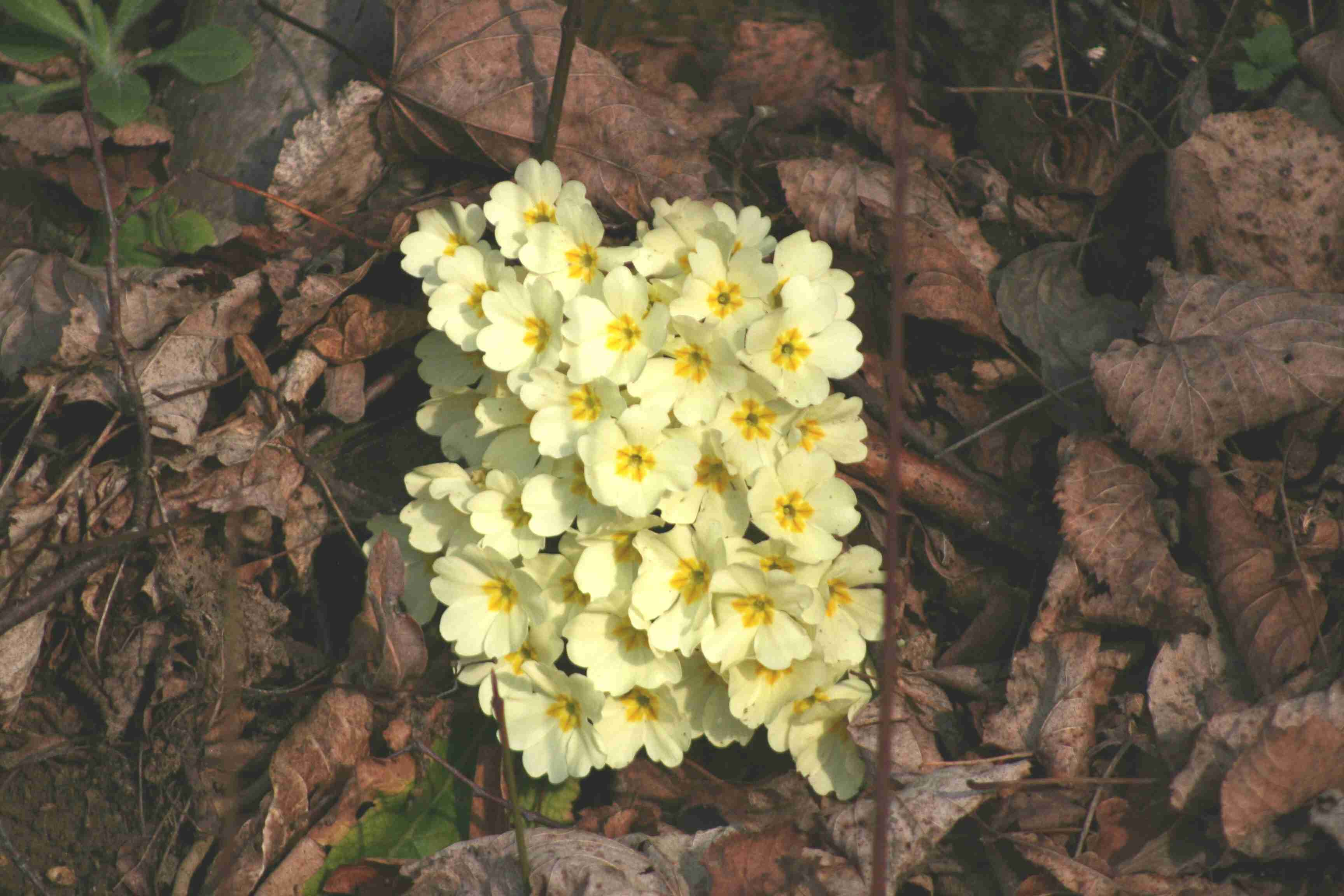
Località: Pellegai, Mel (BL), 503 m s.l.m. - 10/03/2007

### Cultivar

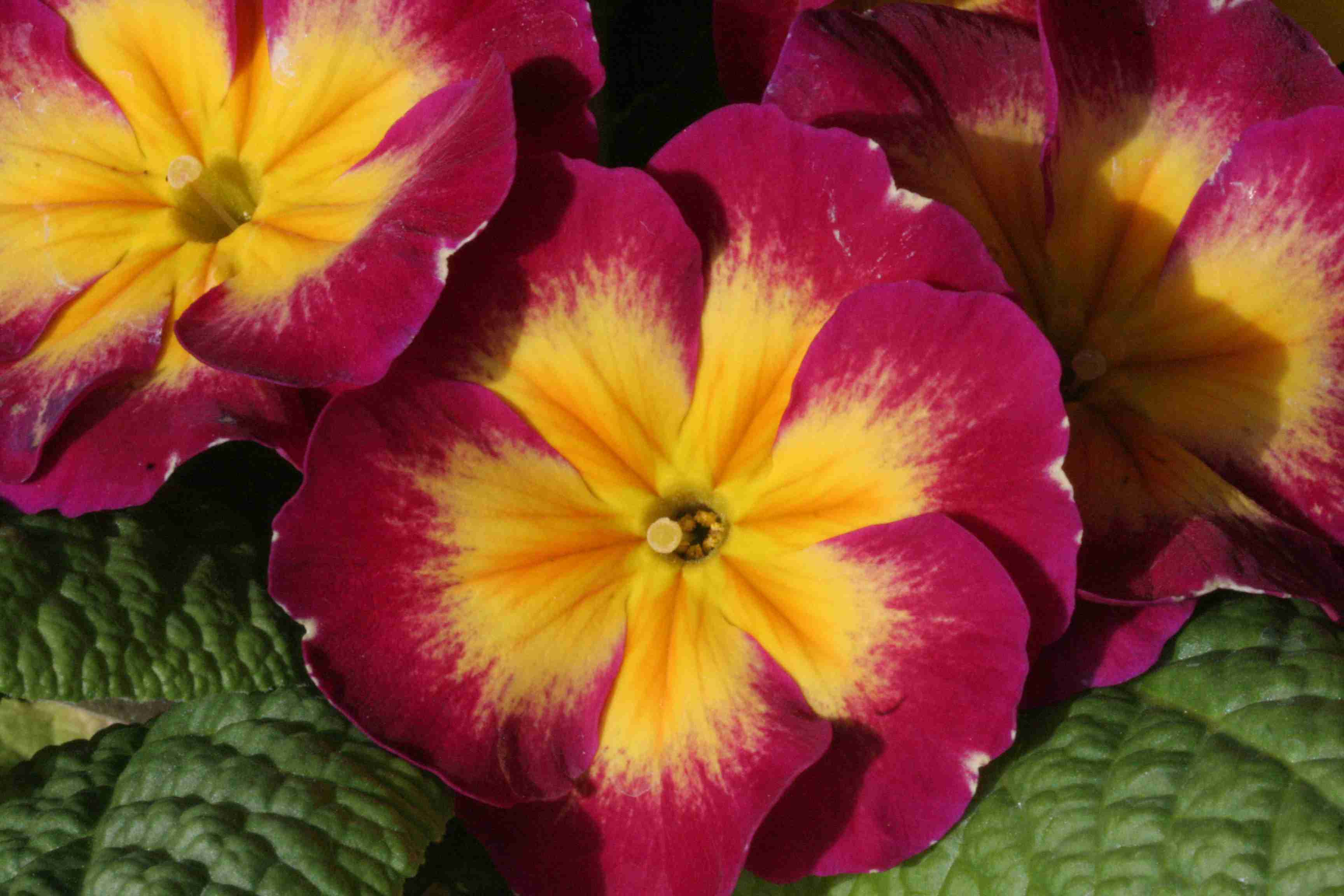
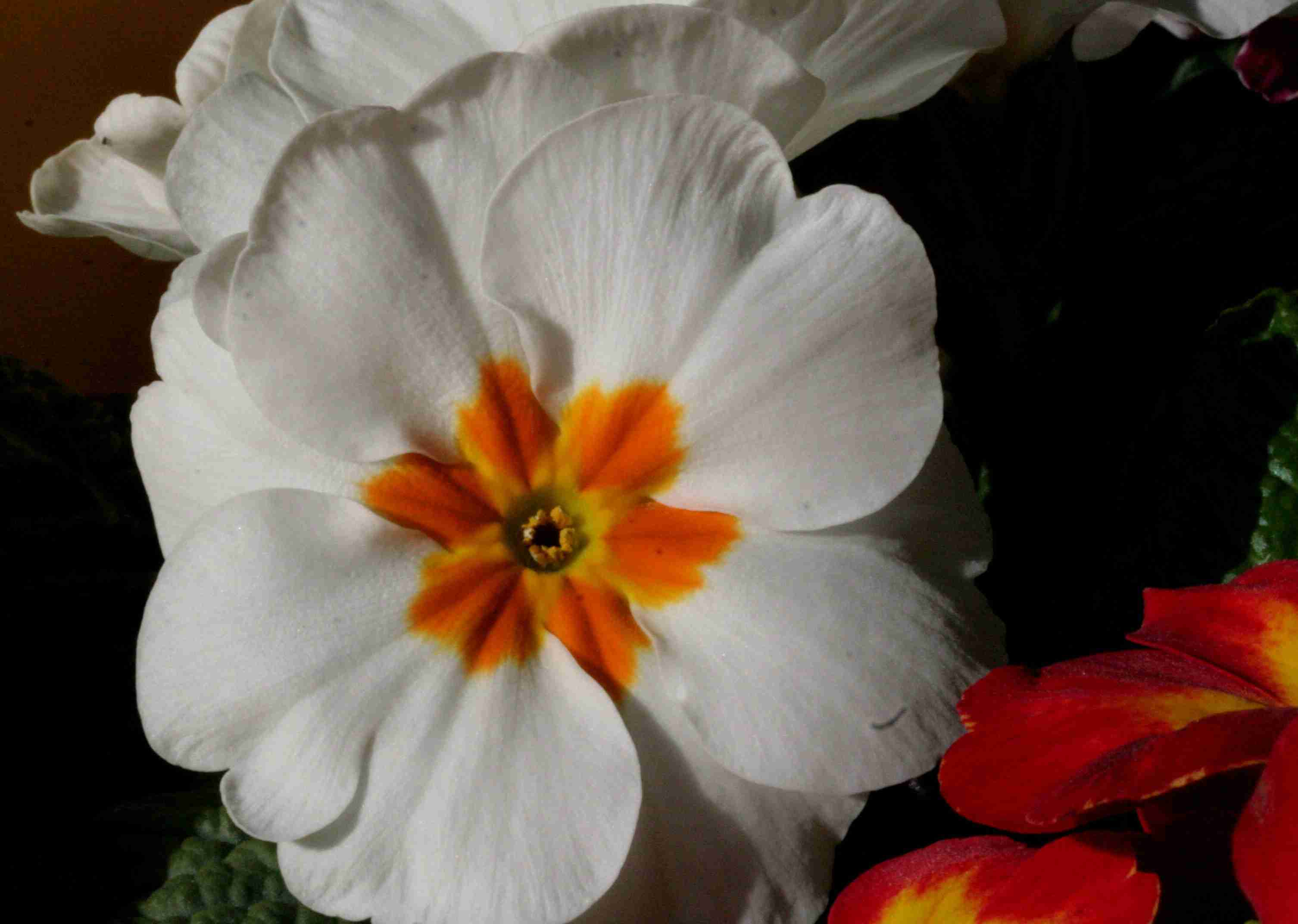
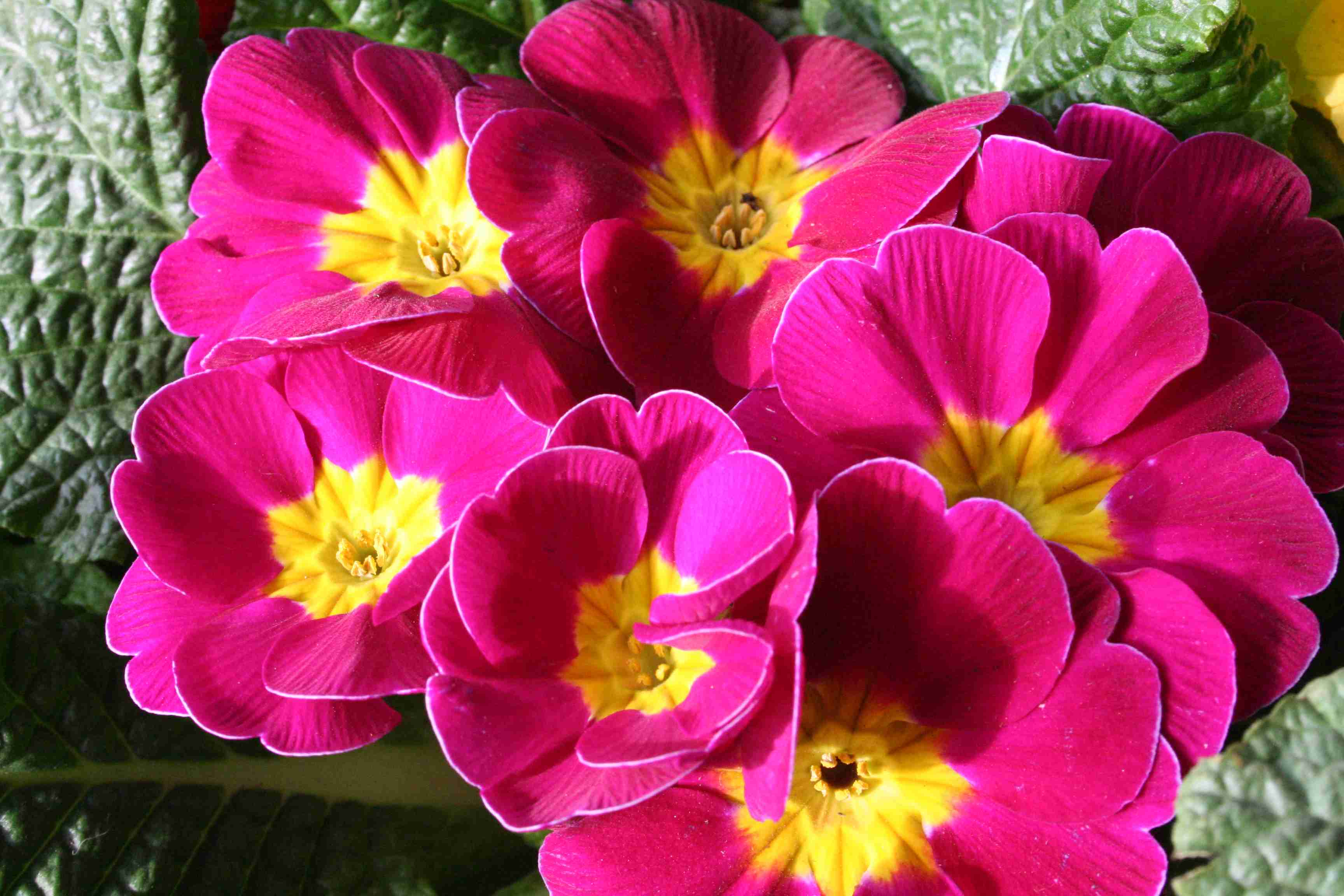
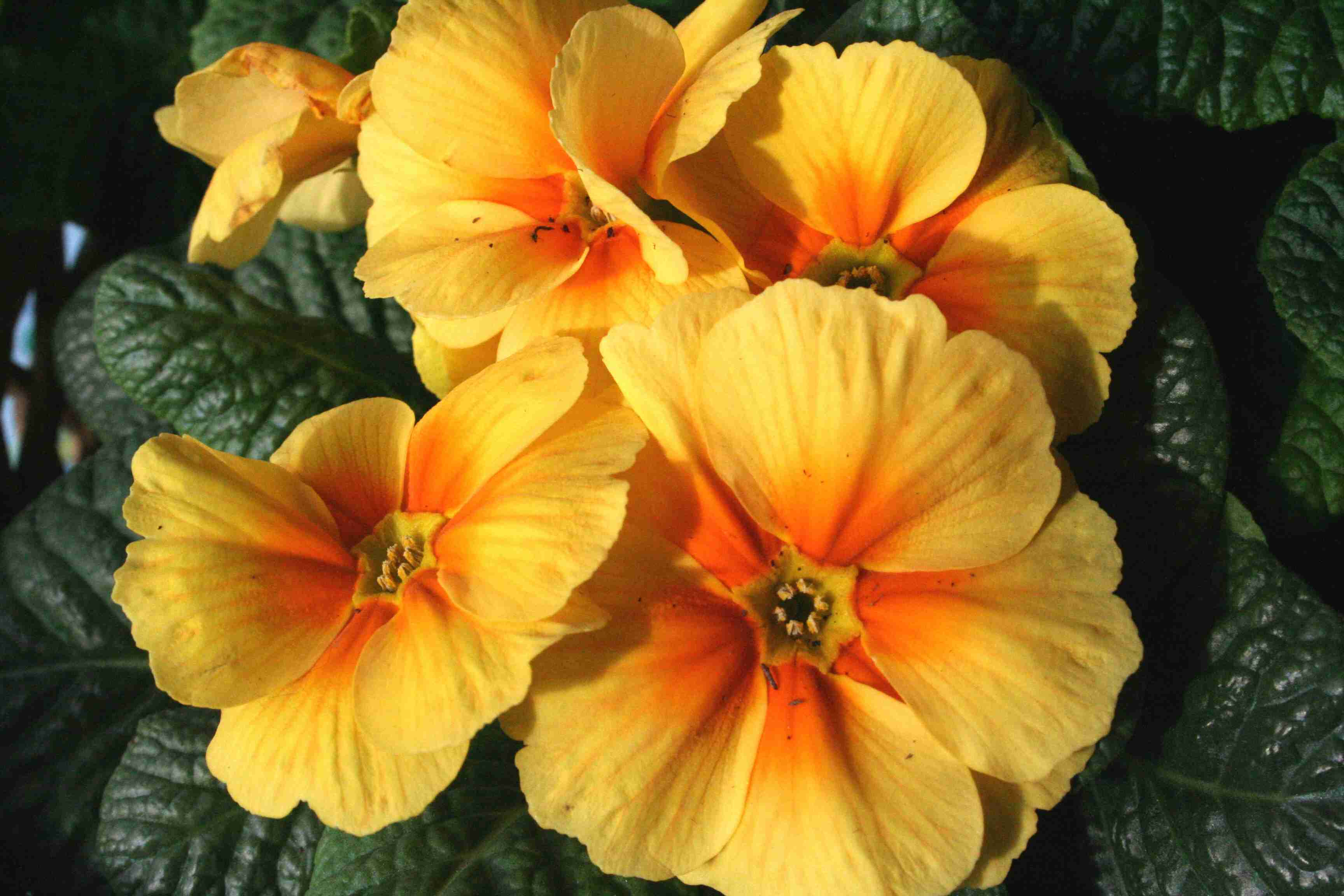
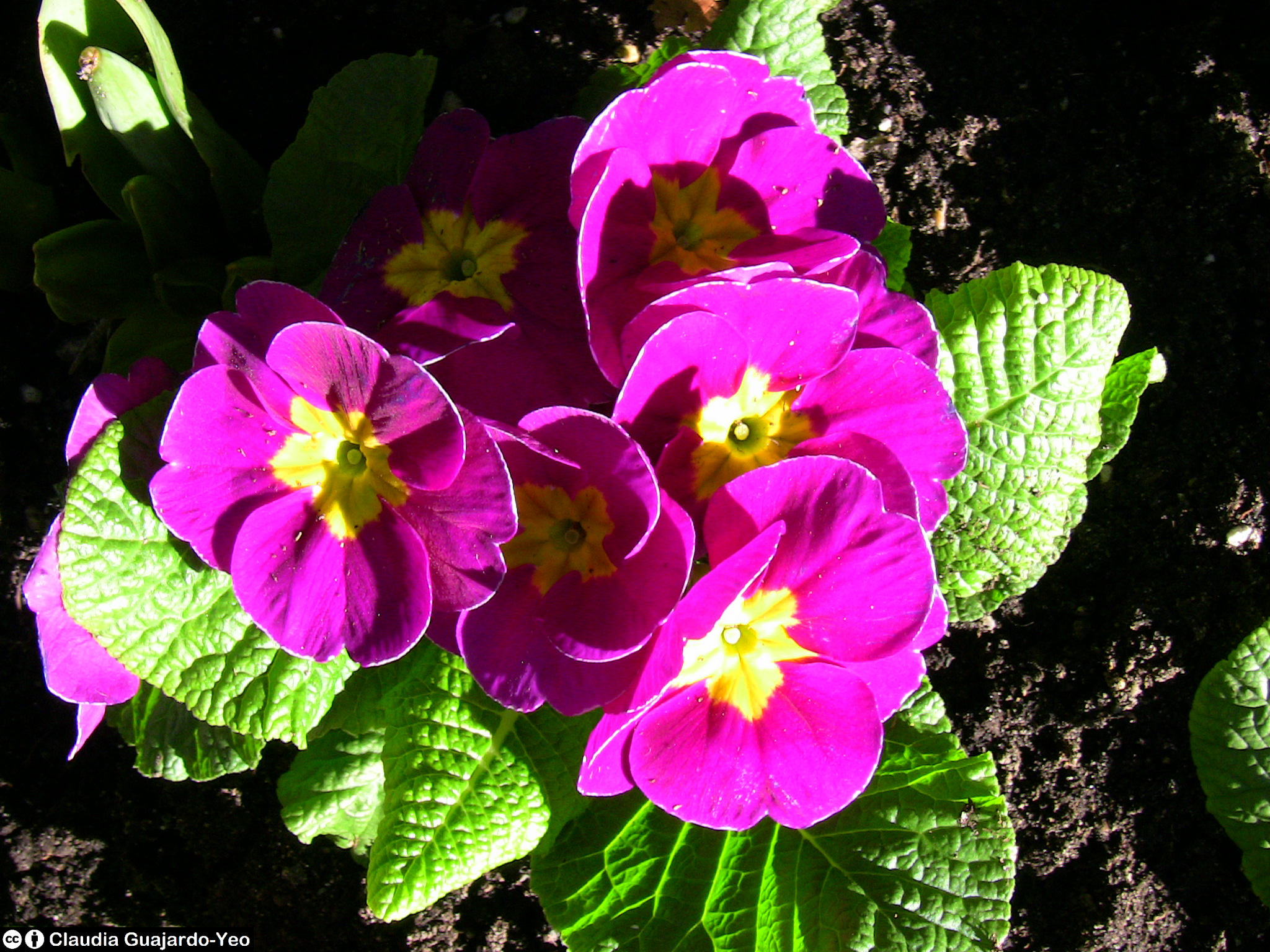
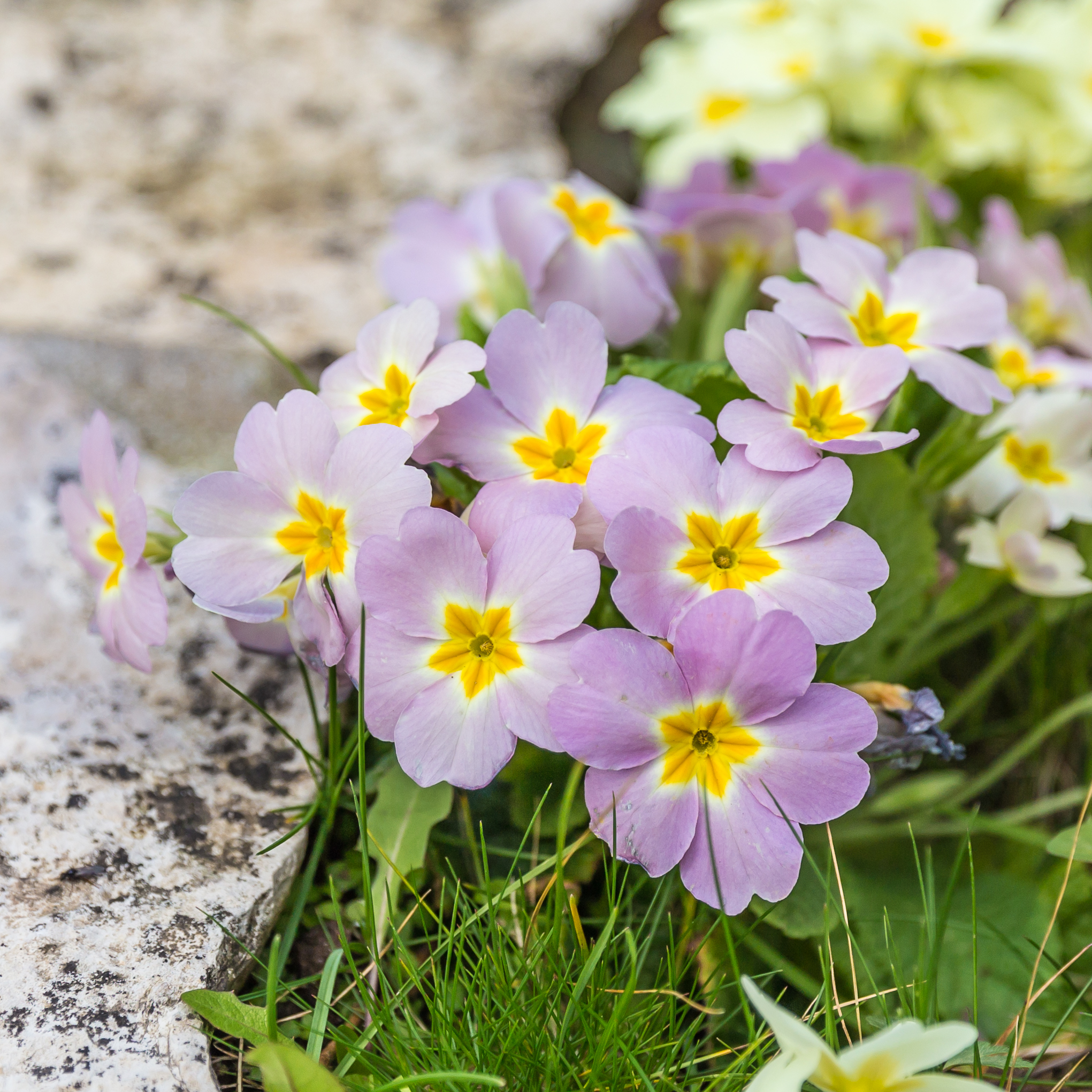
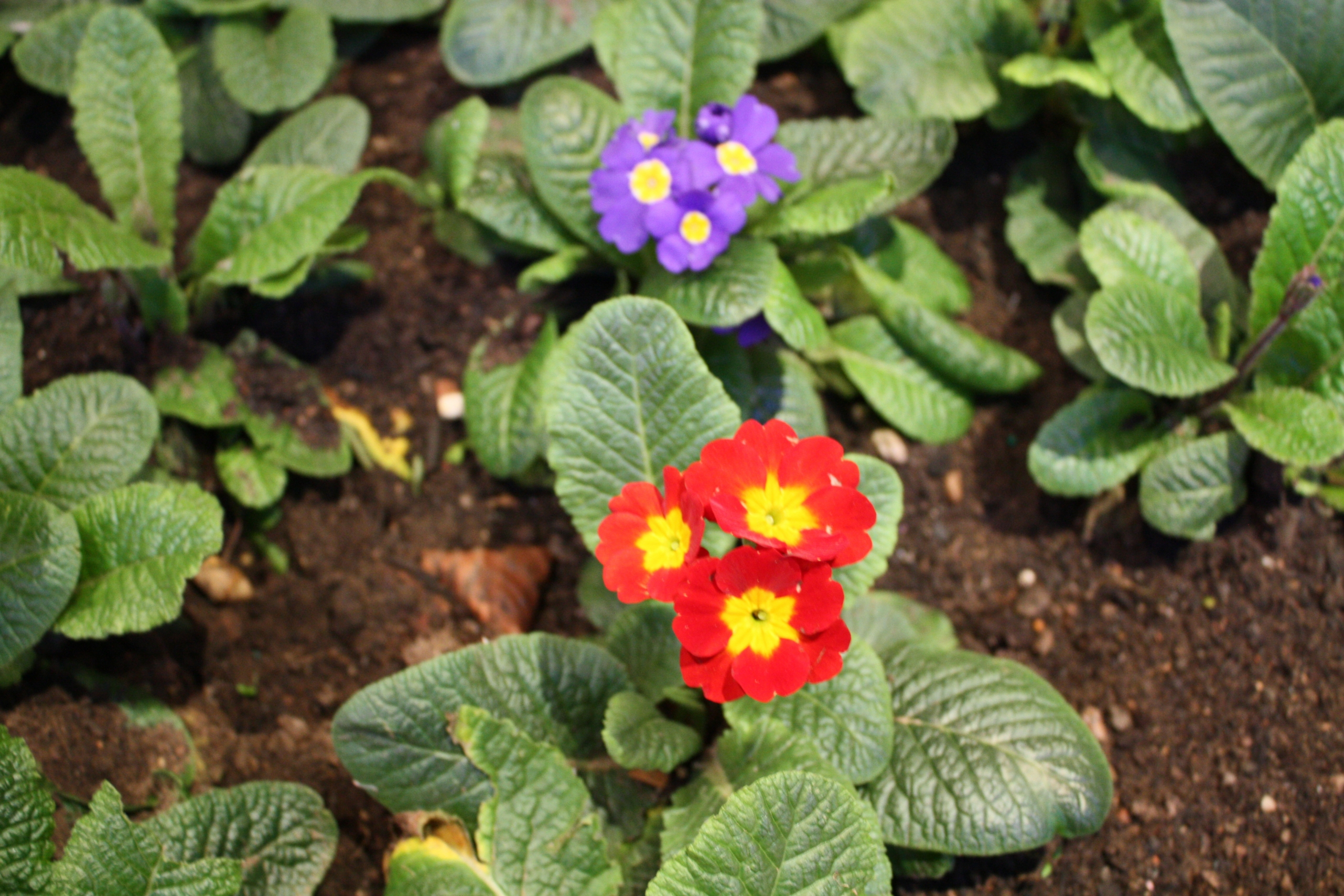
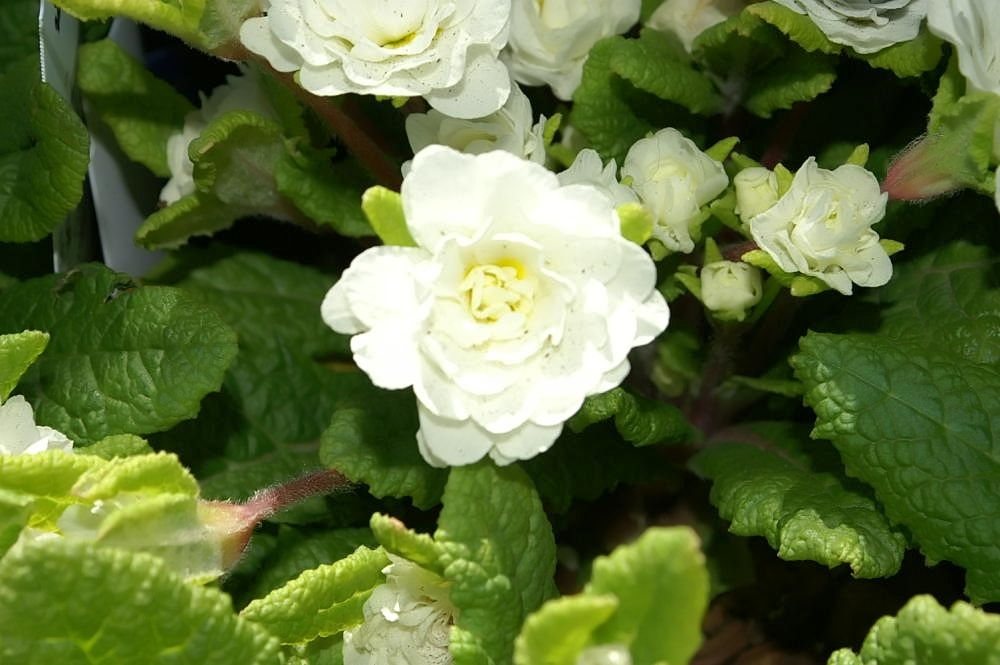
A fiore doppio